# La Vertu des impondérables
La Vertu des impondérables è un film del 2019 diretto da Claude Lelouch.

## Trama
Questa storia ruota attorno a un'orchestra di una città di provincia che si esibisce in una festa nazionale.